# Juan Virgen
Juan Ramón Virgen Pulido (Santiago Ixcuintla, Nayarit, 9 de abril de 1987) es un atleta mexicano especializado en voleibol de playa. Forma parte de la delegación mexicana en los Juegos Olímpicos de Río de Janeiro 2016. Desde 2013 hace equipo con Lombardo Ontiveros.

## Carrera deportiva
Participó en el Campeonato Mundial de Clubes de la FIVB de 2012 representando a los Tigres de la Universidad Autónoma de Nuevo León. Compitió con Aldo Miramontes en los Juegos Panamericanos de 2011, pero fueron derrotados en la semifinal ante el equipo brasileño 15 a 6 en el tercer set. En los Juegos Panamericanos de 2015 ganaron medalla de oro al vencer a los brasileños Vitor Araujo y Álvaro Magliano en la final de dicho deporte.
En el torneo Smart Major Hamburg, torneo realizado en junio de 2016 en Hamburgo, Virgen y Lombardo Ontiveros lograron calificar a Río 2016. Dicha calificación representó para México tener el equipo de voleibol convencional y el de playa por primera vez en unos juegos.

### Participación en Río de Janeiro 2016
| 07-08-16 | 12:00 | Nicolai/Lupo - Virgen/Ontiveros         | 1 - 2 Archivado el 7 de agosto de 2016 en Wayback Machine. | 21:14 | 14:21 | 11:15 |
| 09-08-16 | 11:00 | Lucena/Dalhausser - Virgen/Ontiveros    | -                                                          | -:-   | -:-   |       |
| 11-08-16 | 16:30 | Virgen/Ontiveros - Naceur. Ma/Belhaj. C | -                                                          | -:-   | -:-   |       |

Nota: Las horas indicadas corresponden al huso horario local de la ciudad sede: Río de Janeiro (UTC-3).